# Marco Antonio Figueroa
Marco Antonio Figueroa Montero (San Felipe, Valparaíso, 21 de febrero de 1962), más conocido como Fantasma Figueroa, es un entrenador y exfutbolista chileno, que dirige a la Selección de fútbol de Nicaragua.
En su etapa de futbolista destacó en la posición de delantero, jugando en clubes de Chile y México, teniendo el mérito de ser el goleador histórico del Club Atlético Morelia, con 140 goles en competiciones oficiales y tercer máximo anotador chileno en la historia (junto a Sergio Salgado), con un total de 318 goles hechos en competiciones oficiales.

## Trayectoria

### Como futbolista
Debuta como futbolista profesional en 1984, con Unión La Calera. Al año siguiente llega a Everton. En 1986 es transferido a Atlético Morelia de México, donde se queda por cuatro años, convirtiéndose en uno de los ídolos de la hinchada canaria.
En 1990 llega al América de México, donde tuvo una estadía muy irregular, si bien el América resultó subcampeón en esa temporada, además de que en 1988 se mostró inconforme con la eliminación del Morelia ante las águilas en un confuso partido de semifinal. En 1991 vuelve a Chile, y recala en Cobreloa.
Con el equipo minero consigue titularse campeón del torneo profesional de Primera División en el año 1992. El año 1993, vistiendo la casaca naranja, consigue el título de goleador del fútbol profesional chileno. Después vuelve al Monarcas Morelia de México, donde repite excelentes campañas, logrando marcar 130 goles en sus dos periodos en el club, convirtiéndose en el máximo goleador histórico del Morelia.
En 1997 pasa al Atlético Celaya, y al año siguiente llega a la Universidad Católica, tras lo cual se retira del fútbol en 1999.

### Como entrenador
Como entrenador hace su debut en el Comunicaciones de la Liga Nacional de Guatemala, en el año 2001. Luego dirigiría a Reboceros de La Piedad de México, donde alcanza a disputar la final del ascenso, la cual pierde en los penales.
Posteriormente sigue entrenando en la Primera División 'A' de México dirigiendo al Petroleros de Salamanca, y un año después vuelve al Atlético Celaya. Su buen paso por el Querétaro Fútbol Club lo lleva a la Primera División de México, donde pasa por los clubes Tecos de la UAG en el año 2006, y al Monarcas Morelia, entre el 2006 y el 2007.

#### Cobreloa (2008)
Tras su irregular paso por el Monarcas Morelia, llegó el año 2008 a Chile, para dirigir a un aproblemado Cobreloa, equipo de la Primera División, al cual lo salva del descenso y llegó a la semifinal del Torneo de Clausura 2008.

#### Universidad Católica (2009-2010)
El 2009 pasa a ser entrenador de la Universidad Católica. Dirigiendo al equipo cruzado llega a las semifinales del Torneo de Apertura 2009, siendo eliminado por la Unión Española en tanda de penaltis.
En el Torneo de Clausura 2009, vence en semifinales a Santiago Morning 3-0 en el partido de ida y 5-3 en el partido de vuelta y logra llegar a la final; sin embargo, en la final iguala 2-2 en el partido de ida, y es derrotado 2-4 en al partido de vuelta frente a Colo-Colo, obteniendo el subcampeonato. Al finalizar el torneo, Figueroa fue galardonado como el "Mejor Director Técnico del año en Chile". Es cesado de la Universidad Católica en junio del 2010.

#### O'Higgins (2010)
A mediados de 2010 es contratado por O'Higgins, donde pese a dirigir pocos encuentros, el triunfo más importante fue en la penúltima fecha del Campeonato Nacional al derrotar a Colo-Colo, triunfo con el que su exequipo Universidad Católica salió favorecido quedando con tres puntos más que los albos, lo que finalmente les dio el campeonato. Se fue del club con un 39% de rendimiento en donde ganó 3 partidos, empató 5 y perdió 4.

#### Everton (2011-2012)
Luego pasaría por Everton de Viña del Mar, club que se encontraba en la Primera B de Chile donde en el 2011 tuvo una gran campaña que lo llevó a disputar el ascenso a la Primera División, pero que finalmente no logró conseguirlo pese a la doble oportunidad que tuvo frente a Rangers de Talca en un emocionante partido donde ganaban 3-2 con un jugador más y se lo empataron en los minutos finales perdiendo por la Regla del gol de visitante y frente a Unión San Felipe en donde no pudo aprovechar la ventaja de la ida (1-0) y perdió la vuelta por 2-0. A comienzos de mayo de 2012, tras no lograr buenos resultados en esa temporada, fue destituido de la institución.

#### Unión San Felipe (2012)
Asume posteriormente como entrenador de Unión San Felipe, donde permanecería hasta octubre de 2012. En su paso por San Felipe cabe destacar que tuvo una mala temporada en donde dejó al club al borde del descenso a falta de cuatro partidos para finalizar el campeonato (finalmente San Felipe descendió) antes de renunciar y no mantuvo buenas relaciones con el plantel y con su asistente técnico Jorge Miranda, quien defendió al plantel después de la derrota por 4-0 frente a Colo-Colo y terminó discutiendo con Figueroa.

#### Cobreloa (2013)
Meses después firmó por Cobreloa, institución donde destacó y con la que llegó al tercer lugar en el Torneo de Transición 2013. Sin embargo, fue despedido en junio del mismo año por problemas con la dirigencia y algunos jugadores. Después de ser despedido demanda al club por "despido injustificado" donde reclamó alrededor de 180 000 dólares. Finalmente "el fantasma" ganó el juicio y el club tuvo que pagarle la gran suma.

#### Universidad de Chile (2013-2014)
El 12 de julio de 2013, asume como nuevo director técnico de Universidad de Chile, sucediendo al argentino Darío Franco.
Bajo su dirección el club disputó el Torneo de Apertura 2013 donde el finalizó en la cuarta posición, sin embargo clasificó y ganó la Liguilla Pre-Libertadores con la cual gana un cupo en la Copa Libertadores edición 2014. En la Copa Sudamericana 2013 alcanza los octavos de final y en la Copa Chile 2013-14, con un mal desempeño, no supera la fase grupal del torneo posicionándose último en su grupo.
El 15 de enero de 2014 es despedido del club laico debido a malos resultados y a problemas con el plantel y la prensa, a causa de que criticaba constantemente a Matías Caruzzo, contratación del club y a través de la prensa expresaba su molestia con los dirigentes donde exigía refuerzos.

#### Cobreloa (2015)
En 2015 vuelve a Cobreloa, pese a que hace 1 año el club lo había despedido y que el los había demandado, con la misión de sacar al equipo de la zona de descenso directo. Arrancó bien el campeonato, metiéndose entre los primeros lugares de la tabla tras ganar sus primeros dos partidos pero no pudo ganar en los siguientes seis partidos que lo complicarían de nuevo con el descenso. El 17 de febrero Figueroa aparta del plantel a Patricio Troncoso, Álvaro López y a Sebastián Contreras por especulaciones de la prensa que decían que sus bajos rendimientos se debían a incentivos económicos de ex-dirigentes para no rendir al cien por ciento, lo que complica aún más la situación del conjunto de Calama. Pero se pudo revertir la situación y reintegró a los tres jugadores y levantó al equipo que cosechó buenos resultados, en el que se destaca una victoria por 6-0 ante Huachipato hasta la fecha n.° 14 en donde Universidad de Chile los goleó por 4-0. Después fue humillado por Colo-Colo por 4-0 en condición de local y el descenso de Cobreloa se define por secretaría a causa de la demanda de Ñublense y Audax Italiano porque Figueroa había incorporado a Alejandro Hisis (que estuvo en Ñublense durante ese mismo torneo) en su cuerpo técnico y él estuvo presente en la cancha durante la victoria sobre Huachipato, pero según el reglamento si un miembro del personal técnico pasa por dos equipos distintos durante el mismo campeonato este no puede estar en la cancha. El equipo fue sancionado y se le restaron 3 puntos pero no se dieron por vencidos ya que preparaban ir al Tribunal de Arbitraje Deportivo para luchar por la permanencia pero finalmente pierden su último partido con Ñublense donde fue expulsado y al ser expulsado insultó al presidente de Ñublense a través de un micrófono del CDF y después del partido hizo unas polémicas declaraciones en contra del árbitro y de dirigentes.

#### San Marcos de Arica (2015-2016)
El 18 de junio de 2015, Figueroa asume en la banca de San Marcos de Arica. El equipo viene de realizar una buena campaña el semestre pasado de la mano de Fernando Vergara llegando a la postemporada. Llega con 12 partidos de suspensión debido a sus polémicas declaraciones en contra de unos dirigentes de Ñublense. Cabe destacar que San Marcos sufrió con la baja de sus principales figuras del primer semestre, como Kevin Harbottle, Renato González, Carlos Labrín, Gabriel Sandoval y Leonardo Ramos, jugadores clave de la sorprendente campaña pasada. El desmantelado equipo busca mantener el nivel mostrado el semestre pasado y más que nada la permanencia de la mano de Figueroa. Comenzó de mala forma, con tres derrotas, un empate y una victoria pero luego el equipo levantaría su rendimiento goleando sorpresivamente a la Universidad de Concepción por 4-1 y luego gana tres partidos consecutivos, uno de ellos al puntero del momento Colo Colo. Su buena racha termina con una derrota ante San Luis de Quillota, aunque logró escalar a la séptima posición obteniendo 16 puntos en 10 partidos y quedando como una de las sorpresas del campeonato. Pero no logra terminar el campeonato de buena manera, sumando un punto en los últimos 5 partidos, terminando en la décima posición de la tabla con 17 puntos en 15 partidos y con un 38% de rendimiento. El 31 de enero de 2016, se anuncia su salida del club.

## Selección nacional
Figueroa participó en la Selección de fútbol de Chile que disputó los Juegos Olímpicos de 1984. Además fue nominado por Arturo Salah  para la Copa América 1993, donde participó en dos partidos.

### Participaciones en Juegos Olímpicos
| Olimpiadas                           | Sede           | Resultado        | PJ |
| ------------------------------------ | -------------- | ---------------- | -- |
| Juegos Olímpicos de Los Ángeles 1984 | Estados Unidos | Cuartos de final | 4  |

### En Copa América
| Torneo            | Sede    | Resultado     |
| ----------------- | ------- | ------------- |
| Copa América 1993 | Ecuador | Primera ronda |

### Partidos internacionales
| 1     | 7 de mayo de 1986   | Estadio Pinheirão, Curitiba, Brasil                 | Brasil     | 1-1 | Chile    |         |  | Luis Ibarra  | Amistoso          |
| 2     | 30 de mayo de 1993  | Estadio Nacional, Santiago, Chile                   | Chile      | 1-1 | Colombia |         |  | Arturo Salah | Amistoso          |
| 3     | 6 de junio de 1993  | Estadio Nemesio Camacho El Campín, Bogotá, Colombia | Colombia   | 1-0 | Chile    |         |  | Arturo Salah | Amistoso          |
| 4     | 9 de junio de 1993  | Estadio Olímpico Atahualpa, Quito, Ecuador          | Ecuador    | 1-2 | Chile    |         |  | Arturo Salah | Amistoso          |
| 5     | 13 de junio de 1993 | Estadio Hernando Siles, La Paz, Bolivia             | Bolivia    | 1-3 | Chile    | Anotado |  | Arturo Salah | Amistoso          |
| 6     | 18 de junio de 1993 | Estadio Alejandro Serrano Aguilar, Cuenca, Ecuador  | Chile      | 0-1 | Paraguay |         |  | Arturo Salah | Copa América 1993 |
| 7     | 21 de junio de 1993 | Estadio Alejandro Serrano Aguilar, Cuenca, Ecuador  | Brasil     | 2-3 | Chile    |         |  | Arturo Salah | Copa América 1993 |
| Total | Total               | Total                                               | Presencias | 7   | Goles    | 1       |  |              |                   |

| Selección chilena | Selección chilena | Selección chilena |
| Año               | Partidos          | Goles             |
| ----------------- | ----------------- | ----------------- |
| 1986              | 1                 | 0                 |
| 1993              | 6                 | 1                 |
| Total             | 7                 | 1                 |

## Clubes

### Como futbolista
| Club                 | País   | Año       |
| -------------------- | ------ | --------- |
| Unión La Calera      | Chile  | 1984      |
| Everton              | Chile  | 1984-1985 |
| Morelia              | México | 1986-1990 |
| América              | México | 1990-1991 |
| Cobreloa             | Chile  | 1991-1993 |
| Morelia FC           | México | 1993-1997 |
| Atlético Celaya      | México | 1998      |
| Universidad Católica | Chile  | 1998-1999 |

### Como entrenador
| Club                   | País      | Año       | PJ  | G   | E   | P   | Efectividad |
| ---------------------- | --------- | --------- | --- | --- | --- | --- | ----------- |
| Comunicaciones         | Guatemala | 2001      | 26  | 13  | 7   | 6   | 58.97%      |
| La Piedad              | México    | 2002      | 24  | 13  | 7   | 4   | 63.89%      |
| Jaguares de Tapachula  | México    | 2003      | 18  | 3   | 6   | 9   | 27.78%      |
| Celaya                 | México    | 2004-2005 | 63  | 26  | 20  | 17  | 51.85%      |
| Querétaro FC           | México    | 2005      | 21  | 10  | 4   | 7   | 53.97%      |
| Lagartos de Tabasco    | México    | 2006      | 6   | 1   | 0   | 5   | 16.67%      |
| Tecos                  | México    | 2006      | 6   | 0   | 1   | 5   | 5.56%       |
| Monarcas Morelia       | México    | 2006-2007 | 29  | 12  | 4   | 13  | 45.98%      |
| Cobreloa               | Chile     | 2008      | 47  | 16  | 13  | 18  | 43.26%      |
| Universidad Católica   | Chile     | 2009-2010 | 70  | 36  | 20  | 14  | 60.95%      |
| O'Higgins              | Chile     | 2010      | 12  | 3   | 5   | 4   | 38.89%      |
| Everton                | Chile     | 2011-2012 | 62  | 25  | 21  | 16  | 51.61%      |
| Unión San Felipe       | Chile     | 2012      | 20  | 5   | 5   | 10  | 33.33%      |
| Cobreloa               | Chile     | 2013      | 21  | 10  | 9   | 2   | 61.91%      |
| Universidad de Chile   | Chile     | 2013-2014 | 36  | 15  | 10  | 11  | 50.93%      |
| Cobreloa               | Chile     | 2015      | 17  | 6   | 4   | 7   | 43.13%      |
| San Marcos de Arica    | Chile     | 2015-2016 | 24  | 8   | 3   | 13  | 37.5%       |
| Murciélagos FC         | México    | 2017      | 14  | 3   | 5   | 6   | 33.33%      |
| O'Higgins              | Chile     | 2018-2019 | 35  | 15  | 7   | 13  | 49.53%      |
| Cobreloa               | Chile     | 2020      | 11  | 3   | 3   | 5   | 36.36%      |
| Selección de Nicaragua | Nicaragua | 2022-2025 | 34  | 15  | 6   | 13  | 50%         |
| Total                  | Total     | Total     | 596 | 238 | 160 | 198 | 48.88%      |

## Palmarés

### Como jugador

#### Torneos nacionales oficiales
| Título           | Equipo          | País  | Año  |
| ---------------- | --------------- | ----- | ---- |
| Segunda División | Unión La Calera | Chile | 1984 |
| Primera División | Cobreloa        | Chile | 1992 |

#### Torneos internacionales oficiales
| Título            | Equipo  | País   | Año  |
| ----------------- | ------- | ------ | ---- |
| Copa de Campeones | América | México | 1990 |

### Como entrenador

#### Torneos nacionales oficiales
| Título             | Club    | País  | Año  |
| ------------------ | ------- | ----- | ---- |
| Primera División B | Everton | Chile | 2011 |

### Distinciones individuales
| Distinción                                                            | Año             |
| --------------------------------------------------------------------- | --------------- |
| Goleador de Primera División de Chile                                 | 1993            |
| Mejor Técnico del Campeonato Chileno                                  | 2009            |
| Mejor Técnico del año por El Gráfico                                  | 2009            |
| Goleador Histórico de Club Atlético Monarcas Morelia                  | 1986-90/1993-97 |
| Quinto jugador con más partidos por el Club Atlético Monarcas Morelia | 1986-90/1993-97 |
| Tercer máximo anotador chileno en torneos oficiales.                  | 1979-1999       |